# 이리에 사아야
이리에 사아야(入江 紗綾), 예명 사아야는 일본의 여배우, 성우, 아이돌 가수다.
최근 영화, 라디오, 지옥소녀 실사 TV 드라마 시리즈를 포함한 텔레비전 프로그램 등에서 출연하고 있다. 일본 팝그룹 스위트 키스(현재 해체)의 원년멤버였으며, 2006년부터 그룹 체이스에서 활동한다. 2009년 3월엔 중국 네티즌이 꼽은 일본 최고의 모델로 뽑히기도 했다.

## 주니어 그라비아 아이돌 활동
이리에 사아야는 중학생 비키니 모델로 명성을 얻었다. 한번은 그의 비키니 사진이 인터넷으로 유출된 적이 있었는데, 사아야의 매니저는 사아야가 그 사건 이후로 비키니 사진을 더 찍긴 했지만 그녀의 비키니 사진을 소유하는 것은 자제하겠다고 말했다.

## 사생활
그라비아 아이돌로 데뷔한 뒤에도 후쿠오카현에 거주하고 있으며, 가장 친한 친구는 밴드 이름 체이스를 지은 위안 순(Yuan Sun)이다.

## 출연 목록

### TV 프로그램
- Kyuyo Meisai (TV 도쿄)
- 결투! 아이돌 예비학교 (2006년 7월)
- 내각권력범죄 강력수사관 자이젠 조타로 (아사히 방송)
- 지옥소녀 (2006년 11월 4일, 닛폰 TV방영, 실사, 시바타 츠구미 역)
- 만화끽다도시전설

### 라디오 프로그램
- 격투! 아이돌 예비학교. (오사카 방송,2006년 6월)

### 영화
- 신의 왼손 악마의 오른손(神の左手　悪魔の右手,2006년)
- 시부야 괴담 (2006년)
- 꽃게 골키퍼（かにゴールキーパー,2006년)
- 나고야 살인사건 (口裂け女,2007년) (나카지마 시호 역)
- 푸시 스프 (2008년)

### 웹 프로그램
- It's your CHOICE! episode 2

## 음반 활동

### Chase
- Chase Me! (1st single)

### Sweet Kiss
- Baby Love (일본 애니메이션 OVA 오늘의 5의 2 오프닝)
- 약속(Yakusoku) (일본 애니메이션 OVA 오늘의 5의 2 엔딩)

## DVD

### 스위트 키스
- 스위트 키스 (2005년 5월, Elk Heart Promotion) ISBN 4-341-78006-9
- Very Sweet Vol.2 (2005년 12월, Elk Heart Promotion)

### Chase
- 격투!아이돌 예비학교. 사아야 루나 리오(2006년 9월, E-Net Frontier)